# 奧眼蝶屬
奧眼蝶屬（學名：Orsotriaena）是眼蝶亞科眼蝶族珥眼蝶亞族中的一個屬。物種廣泛分佈於印度西部至澳大利亞一帶。

## 物種
- 奧眼蝶 Orsotriaena medus
- Orsotriaena jopas

## 圖集

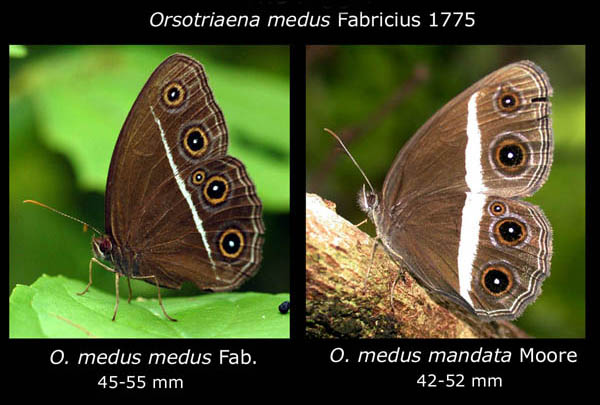
奧眼蝶的兩個亞種
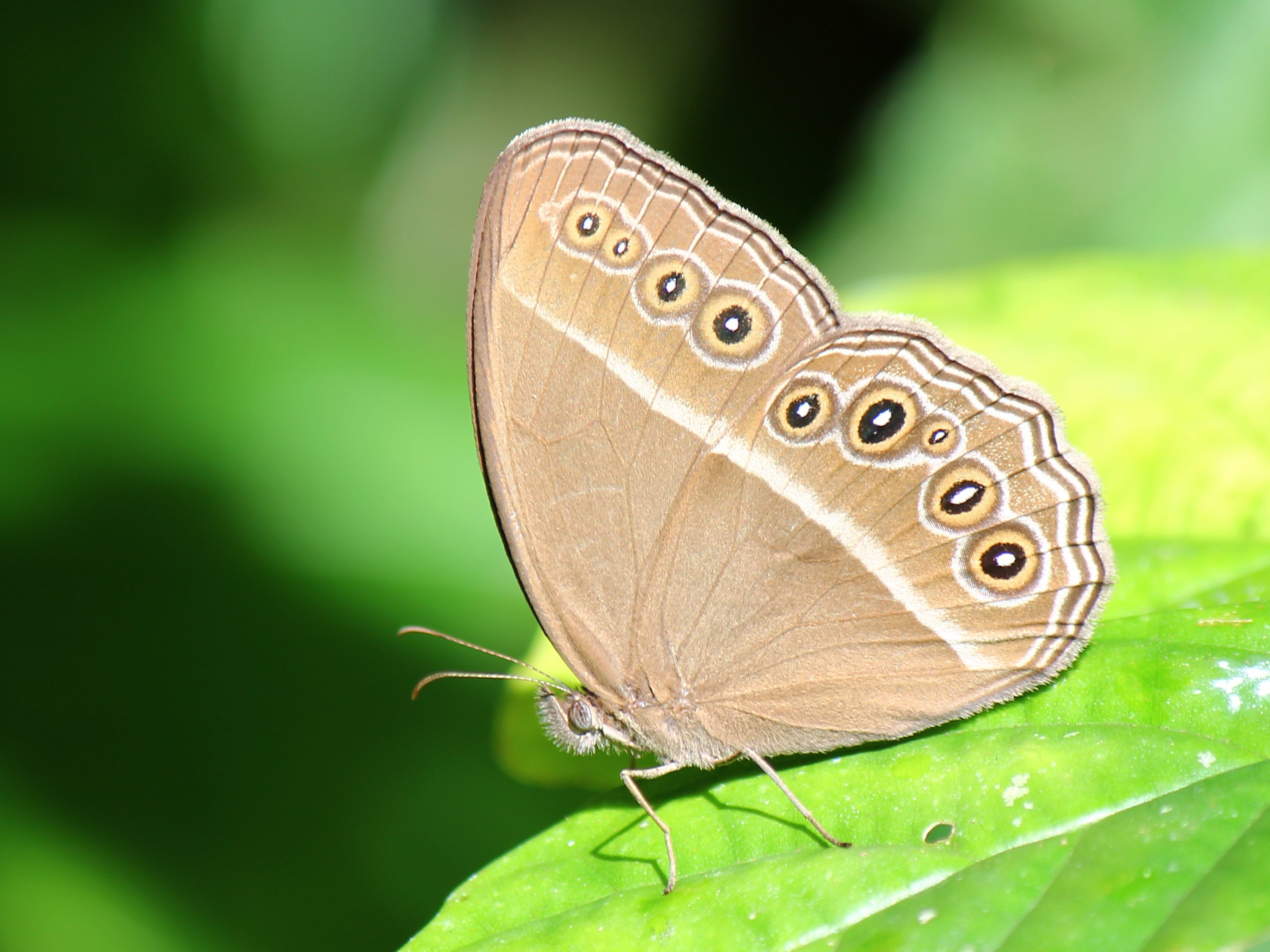
Orsotriaena jopas jopas